# It's My Party (Jessie J)
It's My Party è un brano musicale della cantautrice britannica Jessie J estratto come secondo singolo dal suo secondo album in cantiere, Alive. Il brano è stato scritto dalla stessa Jessie J insieme a Claude Kelly, John Larderi e Colin Norman.

## Classifiche
| Classifica (2013) | Posizione massima |
| ----------------- | ----------------- |
| Australia         | 12                |
| Belgio (Fiandre)  | 58                |
| Belgio (Vallonia) | 81                |
| Irlanda           | 12                |
| Regno Unito       | 3                 |